# 安村镇
安村镇，是中华人民共和国陕西省西安市蓝田县下辖的一个乡镇级行政单位。

## 行政区划
安村镇下辖以下地区：
巨东村、安村、吴庄村、府庄村、宋嘴村、东代寨村、腰道村、康扁村、韩寺村、东王庄村、支尚村、府君寨村、偏白村、郭村、田家坡村、寇坡村、上白村、下白村、巨西村、杨刘坡村、野狐村、龙村、牟家村、邵寨村、新华村、杨孔寺村和马沟村。